# Sajanogorsk
Sajanogorsk (ruski: Саяногорск) je grad u Hakasiji, u Rusiji. Nalazi se oko 75 km južno od glavnog grada Hakasije Abakana, na istočnoj međi s Krasnojarskim krajem, na obalama rijeke Jeniseja. Prema popisu iz 2008. godine, grad je imao 48.587 stanovnika.
Glavna djelatnost je proizvodnja aluminija, na čemu je zaposlen i najveći dio stanovnika. U blizini grada nalazi se Sajano-Šušenskaja hidroelektrana, najveća u Rusiji i peta po veličini u svijetu.

## Vanjske poveznice
- Službena stranica (rus.)